# Дасабувір
Дасабувір (лат. Dasabuvirum, англ. Dasabuvir) — синтетичний противірусний препарат з групи ненуклеозидних інгібіторів РНК-залежної РНК-полімерази. Дасабувір застосувується перорально. Дасабувір уперше синтезований у лабораторії компанії «Abbott», та застосовується у медичній практиці з 2014 року.

## Фармакологічні властивості
Дасабувір — синтетичний противірусний препарат з групи ненуклеозидних інгібіторів РНК-залежної РНК-полімерази. Механізм дії препарату полягає в інгібуванні РНК-залежної РНК-полімерази, яка кодується геном NS5B, вірусу гепатиту С, переважно генотипу 1а і 1b. Це призводить до інгібування полімеризації РНК вірусу та зупинки реплікації геному вірусу гепатиту С. Дасабувір застосовується для лікування гепатиту C, переважно генотипу 1а і 1b, найчастіше разом з омбітасвіром, паритапревіром та ритонавіром у фіксованій комбінації, у тому числі в комбінованому препараті з чотирьох складових. За даними клінічних досліджень, ця комбінація є ефективною у 90 % хворих вірусним гепатитом С. До цієї комбінації лікарських препаратів може додаватися також рибавірин.

### Фармакокінетика
Дасабувір відносно повільно всмоктується при пероральному застосуванні, біодоступність препарату складає 70 %. Максимальна концентрація дасабувіру в крові досягається протягом 4—5 годин після прийому препарату. Препарат практично повністю (на 99,5 %) зв'язується з білками плазми крові. Дасабувір частково метаболізується в печінці з утворенням як активних, так і неактивних метаболітів. Виводиться препарат із організму переважно з калом як у незміненому вигляді, так і у вигляді метаболітів, близько 2 % препарату виводиться з сечею. Період напіввиведення дасабувіру становить у середньому 6 годин, цей час може збільшуватися в осіб із порушенням функції печінки або нирок.

## Показання
Дасабувір застосовують при хронічному вірусному гепатиті C у комбінації з іншими противірусними препаратами.

## Побічна дія
При застосуванні комбінації дасабувіру з іншими противірусними препаратами найчастішими побічними ефектами, які спостерігаються у 20 % випадках застосування комбінації препаратів, є швидка втомлюваність та нудота. Іншими частими побічними ефектами комбінацій препаратів із включенням дасабувіру є анемія, безсоння, свербіж шкіри, діарея, блювання, набряк Квінке, підвищення рівня білірубіну в крові, підвищення активності ферментів печінки.

## Протипокази
Дасабувір протипоказаний при підвищеній чутливості до препарату; важкому та помірному порушенні функції печінки; одночасному застосуванні з етинілестрадіолом, альфузозином, апалутамідом, аміодароном, астемізолом, терфенадином, блонансерином, цизапридом, колхіцином, дизопірамідом, дронедароном, ерготаміном, дигідроерготаміном, ергоновіном, метилергометрином, фузидовою кислотою, ловастатином, симвастатином, аторвастатином, ломітапідом, луразидоном, мідазоламом, триазолам, пімозидом, кветіапіном, хінідином, ранолазином, сальметеролом, силденафілом, тикагрелором, карбамазепіном, фенітоїном, фенобарбіталом, ефавірензом, невірапіном, етравірином, ензалутамідом, мітотаном, рифампіцином, гемфіброзилом; особам у віці до 18 років; при годуванні грудьми.

## Форми випуску
Дасабувір випускають у вигляді таблеток по 0,25 г; а також у комбінації з омбітасвіром, паритапревіром та ритонавіром.